# نيكولاوس هيرمان
نيكولاوس هيرمان (بالألمانية: Nikolaus Herman)‏ (و. 1480 – 1561 م) هو ملحن، وكاتب، وكاتب ترانيم ألماني، ولد في آلتدورف باي نورنبرغ، توفي عن عمر يناهز 81 عاماً.

## روابط خارجية
- نيكولاوس هيرمان على موقع ميوزك برينز (الإنجليزية)